# Phora nigripennis
Phora nigripennis är en tvåvingeart som beskrevs av Joseph Waltl 1837. Phora nigripennis ingår i släktet Phora och familjen puckelflugor.
Artens utbredningsområde är Tyskland. Inga underarter finns listade i Catalogue of Life.